# Nomada rubrella
Nomada rubrella är en biart som beskrevs av Cockerell 1905. Nomada rubrella ingår i släktet gökbin, och familjen långtungebin. Inga underarter finns listade i Catalogue of Life.